# Hrvoje Milić
Hrvoje Milić (ur. 10 maja 1989 w Osijeku) – chorwacki piłkarz występujący na pozycji obrońcy. Reprezentant Chorwacji. Od 2018 roku zawodnik włoskiego SSC Napoli.

## Kariera klubowa
Swoją karierę piłkarską Milić rozpoczął w NK Osijek. Następnie podjął treningi w Hajduku Split. W 2008 roku zadebiutował w jego barwach w pierwszej lidze chorwackiej. W sezonie 2008/2009 wywalczył z Hajdukiem wicemistrzostwo Chorwacji. W zespole Hajduka rozegrał łącznie 3 ligowe mecze. W 2009 roku Milić został piłkarzem szwedzkiego Djurgårdens IF ze Sztokholmu. Zadebiutował w nim 6 kwietnia 2009 roku w wygranym 1:0 domowym meczu z Örebro SK. W Djurgårdens grał do końca 2010 roku. W 2011 roku Milić wrócił do Chorwacji i został piłkarzem Istry 1961 z miasta Pula. Swój debiut w Istrze zanotował 22 lipca 2011 w przegranym 1:2 wyjazdowym spotkaniu z NK Karlovac. W 2013 roku Milić został zawodnikiem FK Rostów. Zadebiutował w nim 21 lipca 2013 w zremisowanym 2:2 domowym meczu z FK Krasnodar. W 2015 wrócił do Hajduka.

## Kariera reprezentacyjna
W reprezentacji Chorwacji Milić zadebiutował 10 czerwca 2013 roku w przegranym 0:1 towarzyskim meczu z Portugalią, rozegranym w Lancy.

## Statystyki kariery
| Sezon   | Klub           | Kraj      | Rozgrywki          | Mecze | Bramki |
| ------- | -------------- | --------- | ------------------ | ----- | ------ |
| 2007/08 | Hajduk Split   | Chorwacja | Prva HNL           | 2     | 0      |
| 2008/09 | Hajduk Split   | Chorwacja | Prva HNL           | 1     | 0      |
| 2009    | Djurgårdens IF | Szwecja   | Allsvenskan        | 26    | 3      |
| 2010    | Djurgårdens IF | Szwecja   | Allsvenskan        | 10    | 0      |
| 2011/12 | Istra 1961     | Chorwacja | Prva HNL           | 26    | 1      |
| 2012/13 | Istra 1961     | Chorwacja | Prva HNL           | 31    | 4      |
| 2013/14 | FK Rostów      | Rosja     | Priemjer-Liga      | 25    | 1      |
| 2014/15 | FK Rostów      | Rosja     | Priemjer-Liga      | 20    | 0      |
| 2015/16 | Hajduk Split   | Chorwacja | Prva HNL           | 28    | 1      |
| 2016/17 | ACF Fiorentina | Włochy    | Serie A            | 17    | 0      |
| 2017/18 | Olympiakos SFP | Grecja    | Superleague Ellada |       |        |